# Yangtanglestes
Yangtanglestes es un género de mamífero mesoniquio extinguido de la familia de los Mesonychidae, que vivió durante el Paleoceno. Se han encontrado fósiles en China.
Se extinguió durante el Nongshaniano, en el Paleoceno superior y vivió una especiación simpátrida con sus géneros descendientes, incluyendo Dissacus, Sinonyx y Jiangxia.